# RADIO JAM
RADIO JAM（レディオ・ジャム）は、富山エフエム放送（FMとやま）で2010年4月1日から2020年3月31日まで放送されていたラジオ番組。

## 概要
2010年は開局25周年という節目の年で、大規模な春期改編の一環として『イブニング・ファイル』と『HITS ON THE RADIO』を、同年3月31日をもって終了させ、これらの番組を一つの番組へ統合する形で翌4月1日に放送開始。
2020年3月31日をもって放送を終了し、翌4月1日より同じ放送枠で新番組『PASSION』が放送開始。

## 放送時間
- 放送開始 - 2017年3月 : 毎週月曜 - 木曜 16:00 - 19:00
- 2017年4月 - : 毎週月曜 - 木曜 17:00 - 19:00（『Happy Hour Party!』ネット開始および『あぐりずむ』単独番組化に伴い、60分短縮）

## パーソナリティー

### 放送終了時点
- 吉本麻希子（月曜・火曜、2018年4月 - ）
- タナベマサキ（水曜・木曜[注釈 1]、放送開始 - ）

#### コーナーレギュラー
- 山中千尋

### 過去
| 期間     | 期間      | 月曜・火曜   | 水曜・木曜   |
| -------- | --------- | ------------ | ------------ |
| 2010.4.1 | 2011.3.31 | 上野紋       | タナベマサキ |
| 2011.4.4 | 2014.3.31 | 田中千佳     | タナベマサキ |
| 2014.4.1 | 2016.1.28 | 船岡未沙希   | タナベマサキ |
| 2016.2.1 | 2016.3.31 | タナベマサキ | タナベマサキ |
| 2016.4.4 | 2018.3.29 | 堀池真緒     | タナベマサキ |
| 2018.4.2 | 2020.3.31 | 吉本麻希子   | タナベマサキ |

## タイムテーブル
- 17:00 - オープニング
- 17:25 - FMとやまニュース（北陸中日新聞ニュース（4月～9月）富山新聞ニュース（10月～3月））・天気予報・交通情報
- 17:35 - 元気とやま情報スクエア（富山県の広報番組）

祝日の場合は休止となる。
- 17:45 - 富山トヨタPresents 山中千尋 いつだって T-TIME

2016年10月に実証実験としてスタートしたradikoタイムフリー配信に際しては、このコーナーを抜き取って聞けるように別番組扱い、スタートも17:45丁度からにするなどの配慮を行っている。
- 18:00 - 18時台オープニング
- 18:25 - FMとやまニュース（北陸中日新聞ニュース（4月～9月）富山新聞ニュース（10月～3月））・交通情報
- 18:55 - エンディング

## 過去のコーナー
- 子どもに伝えたい富山の民話（毎月最終月・火曜 16:35 - 16:45）

富山で伝えられている民話を今井隆信が朗読する。放送された民話はポッドキャストで配信される。
- お天気ローソン（毎週木曜 18:10 - 18:20）

ローソン応援隊長毛利未央が、ローソンのインフォメーション（ローソン限定の新商品やキャンペーン等）をタナベとのトークを交えながら紹介し、最後に富山の週末の天気を伝えている。

## 備考
- 放送開始から約2週間後の2010年4月12日よりTwitterを使ったリクエストが開始された。受付開始からの2週間は4時から1時間決められたテーマでメッセージ、リクエストのツイートを行い、5時台のオープニングでリクエストされた楽曲を一曲放送するというものだったが、同年4月26日放送分より随時受付するようになった。

## 企画商品
- 2010年からは、ローソンでの地域限定商品を番組で企画。「北陸おいしいバトルリターンズ」として同年12月には「ふんわりチョコパンホイップサンド」（とやまアルペン乳業製造の牛乳を使用[4]）、2011年1月11日には「さくらもちあんぱん」を富山県先行で北陸地方で販売[5]。
- また、「北陸おいしいバトルリターンズ」に参加している重原佐千子（北陸放送『げつきんワイド!おいね★どいね』）や堀内くみ子（福井放送『良ーいドン!!』）とともに、CMや商品展開など放送局を越えたコラボレーションも展開している。